# Jean-Claude Borelly
Jean-Claude Borelly (Paris, 2 de julho de 1953) é um músico trompetista, sendo Dollannes Melodies a música mais conhecida entre as que notabilizou.

## Discografia
Álbuns
- 1975 - Dolannes Melodie
- 1979 - Midnight Melody
- 1980 - Profile
- 1981 - Richard Clayderman/Jean-Claude Borelly
- 1986 - Terre del soleil
- 1991 - Le Succes Du Top
- 1995 - Collection: Jean Claude Borelly
- 1997 - For Happy Hours Lovers, Vol. 4
- 2003 - Merveilles Monde de Trompette
- 2003 - La Mélodie du Lac d'Amour
- 2005 - Las Vegas... A Paris

Singles
- 1975 - Dolannes Melodie
- 1976 - Concerto de la Mer
- 1976 - Serenade
- 1977 - Eine kleine Nachtmusik